# Desire (film fra 2022)
|  | Denne artikel er oprettet af botten Steenthbot ud fra en ekstern database. Den kan derfor have sproglige fejl eller mangler. Denne skabelon kan fjernes efter kontrol af indholdet. |

 For alternative betydninger, se Desire. (Se også artikler, som begynder med Desire)
Desire er en dansk dokumentarfilm fra 2022 instrueret af Anna Eline Rasmussen.

## Handling
I dokumentarfilmen Desire møder vi Nico på 21 år, der udforsker sit eget forhold til begær, en side af sig selv, hun ikke har været bekendt med før. Filmen rejser ind i identitetens mange facetter, hvor seksualiteten blomstrer og begæret vokser som ukrudt igennem asfalt. Hvordan følger man sit eget begær, når man samtidig har lyst til at passe ind?